# Olyra ecaudata
Olyra ecaudata är en gräsart som beskrevs av Johann es Christoph Christian Döll. Olyra ecaudata ingår i släktet Olyra och familjen gräs. Inga underarter finns listade i Catalogue of Life.